# Myoxocephalus tuberculatus
Myoxocephalus tuberculatus is een  straalvinnige vissensoort uit de familie van donderpadden (Cottidae). De wetenschappelijke naam van de soort is voor het eerst geldig gepubliceerd in 1922 door Soldatov & Pavlenko.
De soort staat op de Rode Lijst van de IUCN als Onzeker, beoordelingsjaar 2009.